# Klaus Weimar
Klaus Weimar (* 20. August 1941 in Hamburg) ist ein schweizerisch-deutscher Literaturwissenschaftler und Literaturtheoretiker. Er ist bekannt für seine Arbeiten zu den theoretisch-methodischen Grundlagen und zur Geschichte der Germanistik.

## Leben
Weimar studierte von 1961 bis 1967 Germanistik, Theologie und Philosophie an den Universitäten von Göttingen, Hamburg und Zürich. Er promovierte 1967 bei Wolfgang Binder in Zürich und habilitierte sich ebendort 1974 mit einer Arbeit zur literarischen Hermeneutik. Von 1969 bis 1978 war er Assistent, dann Oberassistent an der Universität Zürich. Ab 1978 war er freiberuflich tätig und unterrichtete daneben bis 2010 als Privatdozent (ab 1982 als Titularprofessor) an der Universität Zürich. Während dieser Zeit war er außerdem Lehrbeauftragter in München und Freiburg (Schweiz), Vertretungsprofessor in Gießen, Göttingen, Tübingen und Konstanz, Gastprofessor an der Indiana University Bloomington und mehrfach an der Johns Hopkins University in Baltimore sowie Gastwissenschaftler am Zentrum für Literaturforschung in Berlin. Im Jahr 2007 verlieh ihm die Universität Hamburg die Ehrendoktorwürde.

## Forschung
Weimar ist vor allem mit Arbeiten zu den theoretischen Grundlagen der Literaturwissenschaft und zur Geschichte der Disziplin hervorgetreten. Daneben bildet die Lyrik, insbesondere jene von Klopstock und Goethe, einen Schwerpunkt seiner Forschung.

## Werke
Monographien
- Versuch über Voraussetzung und Entstehung der Romantik. (Diss.) Niemeyer, Tübingen 1968.
- Historische Einleitung zur literaturwissenschaftlichen Hermeneutik. J.C.B. Mohr, Tübingen 1975.
- Anatomie marxistischer Literaturtheorien. Francke, Bern 1977.
- Enzyklopädie der Literaturwissenschaft. Francke, München 1980; 2. Aufl. 1993.
- Goethes Gedichte 1769–1775. Interpretationen zu einem Anfang. Schöningh, Paderborn 1982; 2. Aufl. 1984.
- zusammen mit David E. Wellbery: Goethe: Harzreise im Winter. Eine Deutungskontroverse. Schöningh, Paderborn 1984, ISBN 3-506-75054-2.
- Geschichte der deutschen Literaturwissenschaft bis zum Ende des 19. Jahrhunderts. Fink, München 1989; 2. unveränderte Aufl. 2003.

Herausgeberschaften
- Wolfgang Binder: Friedrich Hölderlin. Studien. Hrsg. von Elisabeth Binder und Klaus Weimar. (suhrkamp taschenbuch materialien. 2082) Suhrkamp, Frankfurt am Main 1987.
- Reallexikon der deutschen Literaturwissenschaft. Neubearbeitung des Reallexikons der deutschen Literaturgeschichte, gemeinsam mit Harald Fricke, Klaus Grubmüller und Jan-Dirk Müller hrsg. von Klaus Weimar. Band I. De Gruyter, Berlin/New York 1997, ISBN 3-11-010896-8.